# І моє серце завмерло (фільм)
«І моє серце завмерло» (фр. De battre mon cœur s'est arrêté) — французький фільм 2005 року режисера Жака Одіара, який виграв вісім кінопремій Сезар. Стрічка Жака Одіара — римейк фільму 1978 року американського кінорежисера Джеймса Тобека «Пальці» — з молодим Гарві Кейтелем у головній ролі.

## Сюжет
28-річний Тома, як і його батько, займається темними, напівкримінальними операціями з нерухомістю. Але випадкова зустріч вселяє йому надію, що він може, як і його покійна мати, стати концертуючим піаністом. Він починає серйозно готуватися до прослуховування з китайською піаністкою-віртуозом. Заняття музикою змінює його внутрішній світ і він починає мріяти про прекрасну любов…

## В ролях
| Актор          | Роль             |
| -------------- | ---------------- |
| Ромен Дюрі     | Тома Сер         |
| Нільс Ареструп | Робер Сер        |
| Жонатан Заккаї | Фабріс           |
| Жіль Коен      | Самі             |
| Лінь Дан Фам   | Мяо Лінь         |
| Ор Атіка       | Аліна            |
| Еммануель Дево | Кріс             |
| Антон Яковлєв  | Мінсков          |
| Мелані Лоран   | подруга Мінскова |
| Сенді Вайтлов  | пан Фокс         |

## Цікаві факти
- «І моє серце завмерло» є римейком фільму американського кінорежисера Джеймса Тобака «Пальці» 1978 року з Гарві Кейтелем і Джимом Брауном. Французький римейк надзвичайно пом'якшив постать головного героя — Тома Сера (Ромен Дюрі).
- Назву фільму взято з тексту пісні «Дочка Святого Миколая» (La fille du Père Noël), на слова Жака Ланцмана, яка скомпонована і інтерпретована Жаком Дютроном, що знявся в одній із сцен фільму, але потім її вирізали.
- У 2014 році у Франції фільм був включений до літературної частини тестової програми екзамену з мистецтва кіно на здобуття ступеня бакалавр (фр. Baccalauréat littéraire).

## Нагороди
- 2005 Премія Європейський кіноприз:
  - Приз «Золотий Хіральдійо» (Giraldillo) за найкращий фільм — Жак Одіар
- 2005 Нагорода Берлінського кінофестивалю:
  - Приз «Срібний ведмідь» за найкращу музику — Александр Деспла
- 2006 Премія БАФТА, Британської академії телебачення та кіномистецтва:
  - за найкращий іноземний фільм — Жак Одіар, Паскаль Кошете
- 2006 Національна кінопремія Франції «Сезар»:
  - Премія «Сезар» за найкращий фільм — Жак Одіар
  - Премія «Сезар» за найкращу режисуру — Жак Одіар
  - Премія «Сезар» за найкращий адаптований сценарій — Жак Одіар, Тоніно Бенаквіста
  - Премія «Сезар» за найкращу чоловічу роль другого плану — Нільс Ареструп
  - Премія «Сезар» найперспективнішій акторці — Лінь Дан Фам
  - Премія «Сезар» за найкращу музику до фільму — Александр Деспла
  - Премія «Сезар» за найкращу операторську роботу — Стефан Фонтен
  - Премія «Сезар» за найкращий монтаж — Джульєтта Вельфлінг
- 2006 Кінопремія іноземної преси у Франції Люм'єр:
  - Премія «Люм'єр» за найкращий фільм — Жак Одіар
  - Премія «Люм'єр» найкращому актору — Ромен Дюрі
- 2006 Премія Синдикату французьких кінокритиків:
  - Приз Французького синдикату кінокритиків за найкращий французький фільм — Жак Одіар
- 2006 Премія «Золота зірка кіно»:
  - «Золота зірка» за найкращий фільм — Жак Одіар
  - «Золота зірка» найкращому режисерові — Жак Одіар
  - «Золота зірка» найкращому актору у головній ролі — Ромен Дюрі
  - «Золота зірка» композитору оригінальної музики до фільму — Александр Деспла